# Římskokatolická farnost Prosetín u Bystřice nad Pernštejnem
Římskokatolická farnost Prosetín u Bystřice nad Pernštejnem je územním společenstvím římských katolíků v rámci žďárského děkanství brněnské diecéze s farním kostelem svaté Markéty.

## Historie farnosti
Prosetín se poprvé připomíná roku 1390, samotná fara o 18 let později. Kostel svaté Markéty byl původně malý a dřevěný. Roku 1738 byl starý kostel zbořen a vystavěn nový. Opravován byl v letech 1853 a 1882.
Po bitvě na Bílé Hoře patřil Prosetín pod kunštátskou farnost, po roce 1667 byl filiálkou Olešnické farnosti, samostatná katolická duchovní správa byla opět zřízena roku 1785.

## Duchovní správci
Farářem je od 1. srpna 1998 R. D. ThDr. Josef Rychtecký.

## Bohoslužby
| Kostel        | Místo    | Bohoslužba (den)                                 | Hodina                               | Poznámka     |
| ------------- | -------- | ------------------------------------------------ | ------------------------------------ | ------------ |
| svaté Markéty | Prosetín | neděle pondělí úterý středa čtvrtek pátek sobota | 8.00 17.30 v zimě, 18.00 v létě 8.00 | farní kostel |

## Aktivity ve farnosti
Dnem vzájemných modliteb farností za bohoslovce a bohoslovců za farnosti brněnské diecéze je 18. říjen. Adorační den připadá na 22. listopad.
Ve farnosti se pořádá tříkrálová sbírka. V roce 2016 se při sbírce vybralo v Prosetíně 8 593 korun. 